# واکنشگاه آب‌سبک
واکنشگاه آب‌سبک یا رآکتور آب سبک (به انگلیسی: Light-Water Reactor) معروف به واکنشگاه‌های ال‌دبلیو‌آر، پرمصرف‌ترین نوع واکنشگاه‌ هسته‌ای صنعتی در نیروگاه هسته‌ای در جهان است که از انرژی هسته‌ای استفاده می‌کند.
این واکنشگاه‌ها توسط آب سبک (آب معمولی) خُنک می‌شوند، از آب سبک به عنوان کُندکننده نوترون استفاده می‌شود، اما از آن جایی که آب سبک نوترون‌های حرارتی را هم جذب می‌کند، واکنشگاه‌های آب سبک باید اورانیوم غنی‌شده یا اورانیوم با خلوص زیاد استفاده کنند.
این واکنشگاه‌ها به دلیل فشار بالای بخار آب، معمولاً در فشارهای بالا کار می‌کنند و از آن جایی که نوترون‌های گرمایی به وفور توسط آب جذب می‌شوند، این نوع واکنشگاه‌ها را معمولاً با اورانیوم طبیعی سوخت‌گیری نمی‌کنند، بلکه باید تا حدی غنی شده باشند.
سه نوع واکنشگاه‌ ال‌دبلیو‌آر امروزه در جهان مورد استفاده‌است:
- واکنشگاه‌ آب فشرده
- واکنشگاه‌ آب جوشان
- واکنشگاه‌ آب فوق بحرانی